# Mikkel Beckmann
Mikkel Beckmann (Virum, Dinamarca, 24 de octubre de 1983) es un exjugador y actual entrenador de fútbol danés. En su etapa como jugador profesional se desempeñaba como delantero. Actualmente trabaja como entrenador asistente del Lyngby BK.

## Selección nacional
Fue internacional con la selección de fútbol de Dinamarca en 7 ocasiones.

### Participaciones en Copas del Mundo
| Mundial                        | Sede      | Resultado      | Partidos | Goles |
| ------------------------------ | --------- | -------------- | -------- | ----- |
| Copa Mundial de Fútbol de 2010 | Sudáfrica | Fase de grupos | 1        | 0     |

## Clubes

### Como jugador
| Club            | País      | Año       |
| --------------- | --------- | --------- |
| Lyngby BK       | Dinamarca | 2004-2008 |
| Randers FC      | Dinamarca | 2008-2011 |
| FC Nordsjælland | Dinamarca | 2011-2013 |
| APOEL FC        | Chipre    | 2013      |
| IF Elfsborg     | Suecia    | 2013-2014 |
| Hobro IK        | Dinamarca | 2015      |

### Como entrenador
| Club                  | País      | Año   |
| --------------------- | --------- | ----- |
| Lyngby BK (asistente) | Dinamarca | 2019- |

## Palmarés

### Campeonatos nacionales
| Título           | Club            | País      | Año  |
| ---------------- | --------------- | --------- | ---- |
| Superligaen      | FC Nordsjælland | Dinamarca | 2012 |
| Primera División | APOEL FC        | Chipre    | 2013 |
| Copa de Suecia   | IF Elfsborg     | Suecia    | 2014 |